# Franc Gergič
Franc Gergič (tudi Franc Grgič), slovenski politik, * 14. januar 1865, Veliki Dol, Sežana, † 3. oktober 1928, Veliki Dol.
Bil je dolgoletni župan v Velikem Dolu, član okrajnega šolskega sveta v Sežani in okrajnega cestnega odbora v Komnu. Kot kandidat slovenske ljudske stranke je bil 13. julija 1913 v splošni kuriji izvoljen v goriški deželni zbor.